# Cate Tiernan
Cate Tiernan, pseudoniem van Gabrielle Charbonnet (New Orleans, 24 juli 1961), is een Amerikaans schrijfster van onder meer fantasy- en avontuurverhalen.
Onder dit pseudoniem schreef Charbonnet een groot aantal boeken, waaronder de wiccaserie, uitgegeven in het Verenigd Koninkrijk, België, Nederland en Australië. Het origineel werd uitgegeven als de Sweep-serie. Deze serie volgt de avonturen van een groep middelbarescholieren die wicca beoefenen. Dezelfde serie werd als Witte Magie (Magie Blanche) gepubliceerd in Italië en Frankrijk. Onder haar eigen naam heeft Charbonnet vooral kinderboekenseries geschreven, zoals Princess, American Gold Gymnasts en Disney Girls.

## Leven
Charbonnet werd geboren in New Orleans in 1961. Aan de Universiteit van New York volgde ze een schrijfcursus en studeerde ze Russische taal en literatuur. Ze studeerde vervolgens af in de Russische taal aan de Loyola Universiteit van New Orleans. Charbonnet begon haar carrière als assistent van het hoofd van de afdeling Juvenile Audio and Video van Random House in New York, waar ze haar eerste kinderboeken schreef. Ze deed in deze periode ook redactiewerk voor L.J. Smiths heksenserie The Secret Circle.

### Princes-trilogie (1995)
- Molly's Heart
- The Room in the Attic
- Home at Last

### MiniserieAmerican Gold Gymnasts(1996)
- Split Decision
- Balancing Act
- Competition Fever
- The Bully Coach

### SerieDisney Girls
- One of Us
- Attack of the Beast
- And Sleepy Makes Seven
- A Fish Out of Water
- Cinderella's Castle
- One Pet Too Many
- Adventure in Walt Disney World
- Beauty's Revenge
- Good-bye, Jasmine?
- Princess of Power
- The Gum Race
- The Divine Miss Ariel

- 101 Dalmatians: Escape From DeVil Mansion (Disney Press, 1996)
- Hercules: I Made Herc a Hero (Disney Press, 1997)
- The Lion King: Just Can’t Wait to be King (Disney Press, 1998)

### SerieWicca(2001-2003) - geschreven als Cate Tiernan

#### Engelse titels
- Book of Shadows
- The Coven
- Blood Witch
- Dark Magick
- Awakening
- Spellbound
- The Calling
- Changeling
- Strife
- Seeker
- Origins
- Eclipse
- Reckoning
- Full Circle
- Night's Child

#### Nederlandse titels
- Boek der schaduwen
- De heksenkring
- Heksenbloed
- Zwarte Magie
- Ontwaken
- Behekst
- Noodkreet
- Erfgoed
- Conflict
- Zoeker
- Oorsprong
- Eclips
- Afrekening
- Lotsbestemming
- Nachtkind

### Balefire(2005-2007) - geschreven als Cate Tiernan

#### Engelse titels
- A Chalice of Wind
- A Circle of Ashes
- A Feather of Stone
- A Necklace of Water

#### Nederlandse titels
- Een schaal van wind
- Een cirkel van as
- Een veer van steen
- Een ketting van water

### Immortal Beloved(2010-2012) - geschreven als Cate Tiernan

#### Engelse titels
- Immortal Beloved
- Darkness Falls
- Eternally Yours

#### Nederlandse titels
- Onsterfelijke liefde
- De duisternis valt
- Voor altijd de jouwe

- Biblioteca Nacional de España: XX5176437
- Bibliothèque nationale de France: cb155387873 (data)
- Catàleg d'autoritats de noms i títols de Catalunya: 981058517815706706
- Gemeinsame Normdatei: 143189581
- International Standard Name Identifier: 0000 0001 0953 6643
- Library of Congress Control Number: n88160120
- Nationale Bibliotheek van Tsjechië: kv2007386855
- Nationale bibliotheek van Australië: 35720474
- Nationale Bibliotheek van Israël: 987007594891605171
- Nationale en Universitaire bibliotheek Zagreb: 000604632
- Nederlandse Thesaurus van Auteursnamen: 255807627
- Réseau des bibliothèques de Suisse occidentale: 02-A018795525
- Système universitaire de documentation: 244003009
- Trove: 1057403
- Virtual International Authority File: 10158613
- WorldCat: E39PBJqfCk9YgcTyhF4899vmBP